# Macaronì. Romanzo di santi e delinquenti
Macaronì. Romanzo di santi e delinquenti è un romanzo di genere giallo degli scrittori italiani Francesco Guccini e Loriano Macchiavelli, il primo libro della serie ideata dai due autori che ha come protagonista il maresciallo dei carabinieri campano Benedetto Santovito.

## Edizioni
- Francesco Guccini, Loriano Macchiavelli, Macaronì. Romanzo di santi e delinquenti, collezione Scrittori Italiani, Arnoldo Mondadori Editore, 1997,  pp. 296, cap. 26, ISBN 88-04-41753-6.